# Winfried Holthaus
Winfried Holthaus (* 15. September 1971 in Dortmund) ist ein deutscher Richter. Er ist seit 2024 Präsident des Oberlandesgerichtes Naumburg.

## Leben

### Ausbildung und Persönliches
Holthaus studierte Rechtswissenschaften in Bochum und Schottland und legte 1996 die erste juristische Staatsprüfung ab. Mit der Arbeit Versäumung der Dreiwochenfrist des § 4 KSchG – nachträgliche Zulassung der Kündigungsschutzklage trotz Anwaltsverschuldens? wurde er 1998 an der Ruhr-Universität Bochum zum Dr. jur. promoviert. Er absolvierte von 1997 bis 2000 das Referendariat und legte 2000 die zweite juristische Staatsprüfung ab. 
Er ist verheiratet und hat drei Kinder.

### Laufbahn
Holthaus war nach der Ausbildung von 2000 bis 2001 als Rechtsanwalt im Bezirk des Amtsgerichtes und Landgerichtes Dortmund tätig. Er trat 2001 als Richter auf Probe in den Dienst des Landes Sachsen-Anhalt. Von 2002 bis 2004 folgte eine Abordnung als Referent in das Ministerium der Justiz des Landes Sachsen-Anhalt. Im 2004 wurde er zum Richter auf Lebenszeit am Landgericht Halle ernannt, wo er unter anderem als Pressesprecher und Präsidialrichter tätig war. Sodann wurde er 2009 zum Richter am Oberlandesgericht Naumburg, 2011 zum Vizepräsidenten des Landgerichtes Dessau-Roßlau und 2014 zum Vorsitzenden Richter am Oberlandesgericht Naumburg ernannt.
Von September 2017 bis März 2024 war er Präsident des Landgerichtes Dessau-Roßlau.
Holthaus wurde mit Wirkung vom 1. April 2024 zum Präsidenten des Oberlandesgerichtes Naumburg ernannt. Er folgte auf Uwe Wegehaupt, der in den Ruhestand eingetreten war.